# Ciudad del Este
Ciudad del Este (guaraní: Táva Kuarahyresẽme) és la segona ciutat més gran i poblada del Paraguai, capital del departament de l'Alt Paranà.
Fundada el 1957, originalment va rebre el nom de Puerto Flor de Lis, canviat uns anys després pel de Puerto Stroessner (en homenatge a l'ex-president paraguaià Alfredo Stroessner) fins que, el 1989, després del derrocament d'Stroessner, va tornar a ser canviat pel seu nom actual Ciudad del Este. La seva població era de 239.500 habitants, el 2003.
Ubicada sobre la riba del Paranà, la ciutat rep turistes brasilers, sobretot pels baixos impostos.
El Paranà fa de frontera entre el Brasil i el Paraguai. La comunicació entre els dos costats de la frontera és per un pont, el «pont de l'Amistat». No gaire lluny, es troba la presa d'Itaipú.
Ciudad del Este té un aeroport propi (IATA: AGT).

## Persones il·lustres
- Axel Bachmann (n. 1989), Gran Mestre d'escacs